# Tesserodon intricatum
Tesserodon intricatum là một loài bọ cánh cứng trong họ Bọ hung (Scarabaeidae).